# Higa Kohei
Kohei Higa (sinh ngày 30 tháng 4 năm 1990) là một cầu thủ bóng đá người Nhật Bản.

## Sự nghiệp câu lạc bộ
Kohei Higa đã từng chơi cho Kashiwa Reysol, Blaublitz Akita và Montedio Yamagata.